# Opochtli
En la mitologia asteca, Opochtli era un déu de la caça i la pesca.
Es diu que va inventar l'àtlatl, la xarxa, el pal de la canoa i les trampes per ocells.